# Lee Capes
Lee Capes (3 oktober 1961) is een Australisch hockeyster. 
Capes werd samen met haar zus Michelle in 1988 met de Australische ploeg olympisch kampioen. Met haar ploeggenoten won Capes de Champions Trophy 1991.

## Erelijst
- 1986 - 6e Wereldkampioenschap hockey[1] in Amstelveen
- 1987 -  Champions Trophy Amstelveen
- 1988 –  Olympische Spelen in Seoel
- 1989 -  Champions Trophy Frankfurt
- 1990 -  Wereldkampioenschap hockey Sydney
- 1991 -  Champions Trophy Berlijn